# フレモント郡 (アイオワ州)
フレモント郡（英: Fremont County）は、アメリカ合衆国アイオワ州の南西隅に位置する郡である。2010年国勢調査での人口は7,441人であり、2000年の8,010人から7.1％減少した。郡庁所在地はシドニー市（人口1,138人）であり、同郡で人口最大の都市でもある。

## 歴史
フレモント郡は1847年に設立され、郡名は軍隊の士官だったジョン・C・フレモントにちなんで名付けられた 。フレモントはフレモント郡の設立当時、探検家として、またカリフォルニアの独立で名を上げていた。後には共和党の大統領候補にもなった。

## 地理
アメリカ合衆国国勢調査局に拠れば、郡域全面積は516.76平方マイル（1,338.4km2）であり、このうち陸地は511.08平方マイル（1,323.7km2）、水域は5.68平方マイル（14.7km2）で、水域率は1.10％である。

### 主要高規格道路
| - 州間高速道路29号線 - アメリカ国道59号線 - アメリカ国道275号線 - アイオワ州道2号線 | - アイオワ州道333号線 |

### 隣接する郡
- ミルズ郡 - 北
- ページ郡 - 東
- ミズーリ州アッチソン郡 - 南
- ネブラスカ州オトー郡 - 南西
- ネブラスカ州カス郡 - 北西

## 人口動態

### 2010年国勢調査
以下は2010年国勢調査による人口統計データである。
基礎データ
- 人口: 7,441人
- 人口密度: 6人/km2（15人/mi2）
- 住居数: 3,431軒
- 使用住居: 3,064軒[6]

### 2000年国勢調査

2000人口ピラミッド

以下は2000年国勢調査による人口統計データである。
| 基礎データ - 人口: 8,010人 - 世帯数: 3,199 世帯 - 家族数: 2,242 家族 - 人口密度: 6人/km2（16人/mi2） - 住居数: 3,514軒 - 住居密度: 3軒/km2（7軒/mi2） 人種別人口構成 - 白人: 98.01% - アフリカン・アメリカン: 0.04% - ネイティブ・アメリカン: 0.24% - アジア人: 0.24% - その他の人種: 0.96% - 混血: 0.51% - ヒスパニック・ラテン系: 2.17% 年齢別人口構成 - 18歳未満: 25.1% - 18-24歳: 6.0% - 25-44歳: 24.3% - 45-64歳: 24.7% - 65歳以上: 19.8% - 年齢の中央値: 41歳 - 性比（女性100人あたり男性の人口） - 総人口: 95.5 - 18歳以上: 91.8 | 世帯と家族（対世帯数） - 18歳未満の子供がいる: 30.2% - 結婚・同居している夫婦: 58.9% - 未婚・離婚・死別女性が世帯主: 8.2% - 非家族世帯: 29.9% - 単身世帯: 26.3% - 65歳以上の老人1人暮らし: 14.9% - 平均構成人数 - 世帯: 2.45人 - 家族: 2.93人 収入と家計 - 収入の中央値 - 世帯: 38,345米ドル - 家族: 46,547米ドル - 性別 - 男性: 30,822米ドル - 女性: 23,033米ドル - 人口1人あたり収入: 18,081米ドル - 貧困線以下 - 対人口: 9.5% - 対家族数: 6.5% - 18歳未満: 11.4% - 65歳以上: 10.7% |

## 都市と町
| - シドニー - 郡庁所在地 - ファラガット - ハンバーグ - アイモジーン | - ランドルフ - リバートン - シェナンドー（部分） - テイバー - サーマン |

### 未編入の町
- バートレット
- マクポール
- パーシバル

### 郡区
- ベントン郡区
- フィッシャー郡区
- グリーン郡区
- ローカストグローブ郡区
- マディソン郡区
- モンロー郡区
- プレーリー郡区
- リバーサイド郡区
- リバートン郡区
- スコット郡区
- シドニー郡区
- ウォルナット郡区
- ワシントン郡区